# Brevörde
Brevörde est une municipalité allemande du land de Basse-Saxe et l'Arrondissement de Holzminden.